# Laura Amélia Damous
Laura Amélia Damous Duailibe (Turiaçu, 10 de abril de 1945) é uma poeta brasileira. É membro da Academia Maranhense de Letras. 

## Biografia
Nasceu no pequeno munícipio de Turiaçu, a 10 de abril de 1945, sendo filha de Jamil Miguel Damous e Dolores Estrela Damous. Estudou filosofia na Universidade Federal do Maranhão. 
Ao longo de sua vida desempenhou importantes cargos na seara cultural do estado do Maranhão, tendo sido Diretora do Teatro Arthur Azevedo, Superintendente de Interiorização da Cultura, e Secretária de Estado da Cultura, entre 1987 e 1989, no Governo de Epitácio Cafeteira. 
Em 05 de dezembro de 2002 fora eleita para suceder o historiador Eloy Coelho Netto na Cadeira n.º 6 da Academia Maranhense de Letras.Fora recepcionada em 14 de março de 2003 pelo acadêmico Américo Azevedo Neto.

## Obras
- Brevíssima canção do amor constante (1985)[3]
- Traje de luzes (1993)[3]
- Cimitarra (2001)[3]
- Arabesco (2010)[3]
- Inventário dos sentidos: poesia reunida (2013)[3]

## Prêmios e Condecorações
- Medalha do Mérito Timbira[2];
- Medalha do Mérito Grã-Cruz da Ordem Timbira[2];
- Medalha do Mérito Cultural João Lisboa[2];
- Medalha Comemorativa aos 400 anos de São Luís[2];
- Professora Honoris Causa da Faculdade de São Luís[2].